# Phumosia argentata
Phumosia argentata este o specie de muște din genul Phumosia, familia Calliphoridae. A fost descrisă pentru prima dată de Seguy în anul 1935.
Este endemică în Madagascar. Conform Catalogue of Life specia Phumosia argentata nu are subspecii cunoscute.